# Goryphus sarolensis
Goryphus sarolensis là một loài tò vò trong họ Ichneumonidae.